# Central Equatoria
Central Equatoria (arabisch الاستوائية الوسطى al-Istiwāʾiyya al-wusṭā, deutsch Zentral-Äquatoria) ist ein Bundesstaat im Südsudan.
Er hat eine Fläche von 43.033 km² und gemäß dem Zensus von 2008 rund 1,1 Mio. Einwohner. Seine Hauptstadt ist Juba.

## Bevölkerung
Volksgruppen in Central Equatoria sind u. a. Bari und andere Sprecher der Bari-Sprache wie die Nyangwara, Pöjullu, Kakwa, Kuku und Mundari.

## Geographie
Der Bundesstaat liegt im Süden des Südsudans, an der Grenze zu Uganda und zum Kongo. Er wird von Süden nach Norden vom Fluss Bahr al-Dschabal durchquert, dem Quellfluss des Weißen Nils. Weitere große Städte neben der Hauptstadt Juba sind Kajo Keji, Liria, Mangalla, Rokon, Tali, Terekeka und Yei. Kleinere Städte sind Gondokoro, Kaya, Lainya und Umbolo. Der Bundesstaat liegt nicht am namensgebenden Äquator, sondern vollständig nördlich davon.

## Geschichte
Von 1919 bis 1976 gehörte das Gebiet des heutigen Bundesstaates Central Equatoria zur Provinz Äquatoria. 1976 wurde Äquatoria in zwei Provinzen geteilt, so dass das Gebiet nun zur Provinz Scharq al-Istiwa'iyya (Ost-Äquatoria) gehörte. Von 1991 bis 1994 gehörte das Gebiet von al-Istiwa'iyya al-wusta wieder zum neu geschaffenen Bundesstaat al-Istiwa'iyya, der in den Grenzen der Provinz Äquatoria von 1948 bis 1976 glich. Am 14. Februar 1994 wurde al-Istiwa'iyya in drei Bundesstaaten geteilt, darunter das heutige Central Equatoria.
Bis zum 15. April 2006 hieß der Bundesstaat Bahr al-Dschabal (بحر الجبل; alternative Schreibweise aus dem Englischen Bahr al-Jabal), wurde aber von der Regionalverwaltung des Bundesstaates umbenannt, um nach eigenen Angaben die Konsistenz zur Benennung der anderen Bundesstaaten Äquatorias (Western Equatoria und Eastern Equatoria) herzustellen und sich symbolisch vom Nordsudan zu trennen, der diesen Namen festlegte.
Im zweiten Sezessionskrieg im Südsudan 1983–2005 blieb die Hauptstadt Juba als Garnisonsstadt unter der Kontrolle der sudanesischen Regierung, andere Städte wurden hingegen zeitweise von den SPLA-Rebellen erobert.
Mit der Verwaltungsreform 2015 wurde der Bundesstaat in die neuen Bundesstaaten Jubek, Terekeka und Yei River zerteilt, was aber 2020 wieder rückgängig gemacht wurde.

## Verwaltung
Central Equatoria ist, wie die anderen Bundesstaaten Südsudans auch, in Countys unterteilt. Weitere Verwaltungseinheiten unter den Countys sind Payams und darunter Bomas. Ein County Commissioner, der vom State Governor in Vereinbarung mit dem Präsidenten ernannt wurde, steht den Countys vor. In Central Equatoria sind das:
- Juba County – County Commissioner: Thomas Peter Gore
- Lainya County – County Commissioner: Suba Samuel Manase
- Morobo County – County Commissioner: Moses Simon Soro
- Terekeka County  County Commissioner: Ali Malou, Hauptstadt: Terekeka
- Yei River County – County Commissioner: Juma David Augustine,  Hauptstadt: Yei
- Kajo Keji County – County Commissioner: Muki Batali Buli